# EED
Белок группы Polycomb EED (эмбрионального развития эктодермы) (англ. Polycomb protein EED) — белок, кодируемый у человека геном EED.

## Функции
Белок Polycomb EED является членом семейства Polycomb (PcG). Члены семейства PcG образуют многомерные белковые комплексы, которые участвуют в поддержании транскрипционно-репрессивного состояния генов в ходе последовательных клеточных поколений. Этот белок взаимодействует с усилителем zeste 2, цитоплазматическим хвостом интегрина β7, белком MА вируса иммунодефицита типа 1 (ВИЧ-1) и гистондеацетилазами. Этот белок опосредует подавление активности генов гистонов посредством деацетилирования и может выступать в качестве специфичного регулятора функции интегрина. Для этого гена были определены два варианта транскриптов, кодирующих различные изоформы.

## Клиническое значение
У человека мутация de novo в EED, как сообщалось, приводит к развитию симптомов, напоминающих синдром Уивера.

## Взаимодействия с другими белками
EED, как было выявлено, взаимодействует с:
- EZH2[5][6][7],
- HDAC1[5],
- Гистондеацетилазой 2[5],
- ITGB7[1],
- PPP1R8[англ.][8] и
- TGS1[англ.][9].